# Paratilapia toddi
Paratilapia toddi är en fiskart som beskrevs av Boulenger, 1905. Paratilapia toddi ingår i släktet Paratilapia och familjen Cichlidae. IUCN kategoriserar arten globalt som otillräckligt studerad. Inga underarter finns listade i Catalogue of Life.